# Aleksandr Jakovlevič Golovin
Aleksandr Jakovlevič Golovin (Mosca, 1º marzo 1863 – Puškin, 17 aprile 1930) è stato un pittore e scenografo russo.

## Biografia
Nacque a Mosca in una famiglia che amava il teatro, la musica, la letteratura e fin dall'infanzia scoprì di possedere una buona inclinazione alla musica, così si impegnò a suonare il piano e a cantare; solamente in seguito manifestò la passione per le arti visive e difatti studiò dapprima architettura presso l'università moscovita e successivamente frequentò l'Accademia Colarossi.

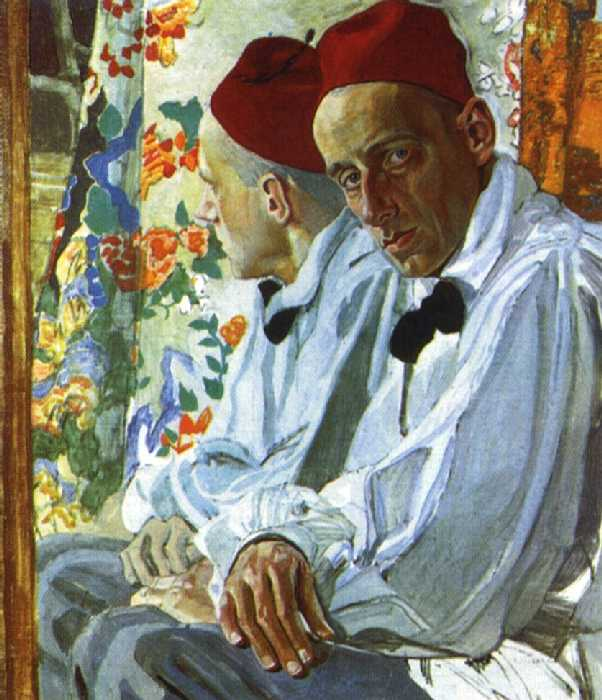
Ritratto di Aleksandr Golovin eseguito da Vsevolod Mejerchol'd

A causa di difficoltà finanziarie, dopo la laurea ha lavorato come pittore e decoratore d'interni, oltre che come progettista di mobili.
Nella sua carriera artistica Golovin si dimostrò molto eclettico, occupandosi di varie attività, ma la più significativa risultò quella teatrale, portata avanti dal 1899, quando esordì con una Deposizione per la chiesa di Odincovo (Smolensk), al 1925, quando fu costretto ad abbandonarla a causa di gravi problemi di salute, tra i quali una grave malformazione cardiaca.

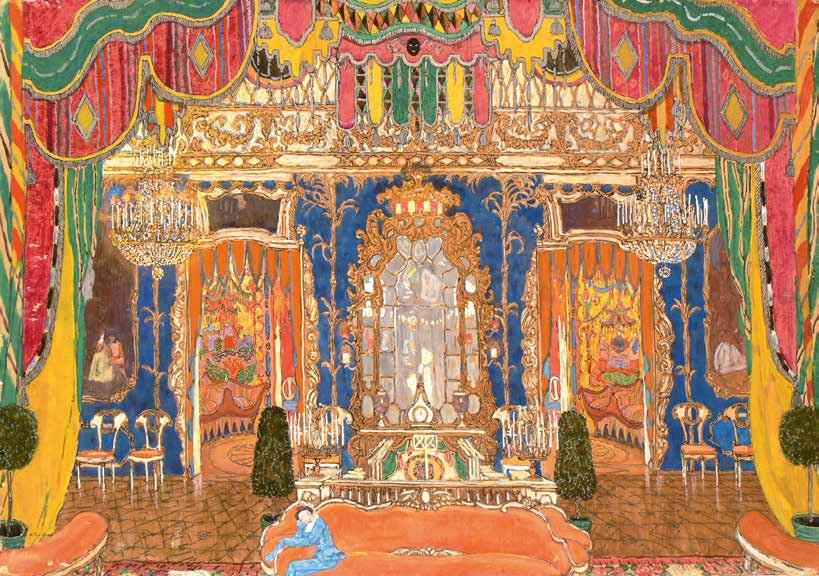
Sala da ballo in maschera, scena della Masquerade di Lermontov, 1917

Fu nominato nel 1901 decoratore ufficiale dei teatri d'opera di Mosca e San Pietroburgo, e realizzò scenografie per opere di Musorgskij, Rimskij-Korsakov, per drammi di Ibsen, Turgenev e D'Annunzio.
Furono suoi i bozzetti per vari spettacoli di Vsevolod Mejerchol'd, di alcuni dei più importanti successi dei Balletti russi di Sergej Djagilev, come L'uccello di fuoco (1910) e Il lago dei cigni (1911), oltre che di numerose opere liriche, in collaborazione con Konstantin Stanislavskij e Vsevolod Mejerchol'd.
Inoltre Golovin ha realizzato il progetto scenografico per un'importante produzione di Le nozze di Figaro di Pierre Beaumarchais al Teatro d'arte di Mosca.
Da un punto di vista stilistico, Golovin iniziò in una fase giovanile con una forte influenza dell'impressionismo, per poi sviluppare un linguaggio personale ed originale, nel quale prevalse un accentuato cromatismo ed una miscela di simbolismo e di modernismo.
Fu uno dei più importanti esponenti del gruppo "Mir Iskusstva" ("Mondo dell'arte").